# Попович, Георге
Георге Попович (рум. Gheorghe Popovici, род. 3 мая 1935) — румынский борец греко-римского стиля, призёр чемпионатов мира.

## Биография
Родился в 1935 году в Кишинёве, после Второй мировой войны поселился в Лугоже. В 1960 году принял участие в Олимпийских играх в Риме, но стал там лишь 7-м. В 1961 году стал бронзовым призёром чемпионата мира. В 1962 году выиграл мемориал Ивана Поддубного в Москве. В 1964 году принял участие в Олимпийских играх в Токио, но стал там лишь 10-м. В 1967 году стал бронзовым призёром чемпионата Европы.